# Patrick Dunbar, 4. Earl of Dunbar
Patrick Dunbar, 4. Earl of Dunbar (auch Patrick (I)) (* 1152; † 31. Dezember 1232) war ein schottischer Magnat. Während über seine Vorgänger als Earls nur sehr wenig bekannt ist, ist über sein Leben mehr bekannt.

## Herkunft und Erbe
Patrick war der älteste Sohn von Waltheof, Earl of Lothian, seine Mutter hieß vermutlich Aline. Er wird erstmals um 1178 erwähnt, als er als Sohn von Earl Waltheof eine Urkunde von König Wilhelm bezeugte. Nach dem Tod seines Vaters 1182 wurde er dessen Erbe und übernahm die Besitzungen in Südostschottland. Während sein Vater und deren Vorfahren sich als Earl of Lothian bezeichnet hatten, betitelte sich Patrick erstmals als Earl of Dunbar. Von seinem Vater erbte er dazu die Herrschaft Beanley und weiteren Landbesitz im nordenglischen Northumberland. Nach einer Urkunde von 1212 war er auf Grund dieses Landbesitzes offenbar verpflichtet, Grenzstreitigkeiten zwischen englischen und schottischen Landbesitzern zu schlichten. Wohl deshalb war Patrick an zahlreichen Rechtsstreitigkeiten beteiligt. 1187 entzog er einem Vasallen seinen Landbesitz bei Dercester in Berwickshire. Von 1226 bis 1227 musste er einen Streit schlichten, als die Familie Middleton gegen die Erhebung der Steuer der Tallage durch den englischen König protestierte.

## Tätigkeit als Magnat
Patrick gehörte zu den bedeutendsten schottischen Magnaten. 1184 durfte er Ada, eine uneheliche Tochter von König Wilhelm heiraten, was seinen hohen Rang anzeigt. Bis etwa 1210 bezeugte er häufig Urkunden des Königs. Als König Wilhelm 1195 schwer erkrankte, wollte er seine älteste Tochter Margarete mit dem deutschen Fürstensohn Otto von Sachsen verheiraten, um so seine Nachfolge zu regeln. Patrick war nun der Führer einer Gruppe von Magnaten, die diesen Plan entschieden ablehnten. Da der König keinen Sohn hatte, wäre Otto beim Tod des Königs Thronerbe geworden, was nach Auffassung der Magnaten den Gebräuchen in Schottland widersprach. Da der König sich von seiner Krankheit wieder erholte, wurde die Regelung der Thronfolge zunächst verschoben. Nach dem Chronisten Roger of Howden diente Patrick nach 1199 als Custos von Berwick und als Justiciar von ganz Schottland. In drei zwischen 1195 und 1205/06 ausgestellten Urkunden wird Patrick als Justiciar bezeichnet. Da jedoch Duncan, 4. Earl of Fife in dieser Zeit als Jusiticar of Scotia, also dem Landesteil nördlich des Forth diente, beschränkte sich Patricks Zuständigkeit als Justiciar wohl nur auf Lothian. Sein Amt in Berwick betont wohl Patricks Aufgabe bei der Überwachung der Grenze zu England. Im November 1200 gehörte er zum Gefolge des Königs, als dieser dem englischen König Johann in Lincoln für seine englischen Besitzungen huldigte. Patrick unterstützte ab 1215 wahrscheinlich König Alexander II., den Sohn und Nachfolger von König Wilhelm, als dieser einen Feldzug nach England führte. Der englische König Johann erklärte wohl deshalb Patricks Besitzungen in Northumberland für beschlagnahmt. Nach dem Ende des Kriegs gegen England gehörte Patrick 1221 zum Gefolge von Alexander II., als dieser in York Johanna, eine Schwester des englischen Königs Heinrich III. heiratete. 

## Religiöse Schenkungen und Streit mit Melrose Abbey
Patrick hatte die Schenkungen seiner Vorfahren an mehrere Klöster bestätigt und selbst Schenkungen an die Klöster von Coldingham und Melrose sowie an das Stift von Dryburgh gemacht. Dennoch hatte er mit mehreren Klöstern Konflikte. Der bekannteste Streit begann 1207 mit Melrose Abbey über Weiderechte zwischen dem River Leader und dem Gala Water. Patrick bestritt das Recht der Abtei, nach deren Auffassung das Land der geistlichen Gerichtsbarkeit unterstand. Die Abtei wandte sich an den Papst, der den Fall an Bischof Brice Douglas von Moray zur Entscheidung delegierte. Letztlich mussten die Mönche akzeptieren, dass für solche Streitfälle der königliche Gerichtshof zuständig war.

## Altersbedingter Rückzug und Tod
Aufgrund seines Alters überließ Patrick seine Aufgaben und die Verwaltung seines Besitzes zunehmend seinem gleichnamigen ältesten Sohn. Bevor dieser aber 1231 das Dorf Swinewood an Coldingham Priory schenkte, bat er nicht nur seinen Vater, sondern auch König Alexander II. um Zustimmung. Nach dem Chronisten von Melrose feierte Patrick Weihnachten 1232 noch mit seiner Familie, weiteren Verwandten und Nachbarn. Vier Tage später erlitt er einen Schlaganfall, worauf er von dem mit ihm verwandten Adam, Abt von Melrose die letzte Ölung erhielt und ein Zisterziensergewand überreicht bekam. Wenige Tage später starb er im Kreis seiner Familie. Er wurde im Zisterzienserinnenkloster Eccles beigesetzt.

## Nachkommen und Erbe
Mit seiner ersten Frau Ada hatte Patrick mehrere Töchter und mindestens drei Söhne, darunter:
- Patrick Dunbar, 5. Earl of Dunbar († 1248)
- William Dunbar
- Robert Dunbar
- Ada Dunbar ⚭ William de Courtenay († 1215)

Ada starb 1200. Zwischen 1211 und 1214 heiratete Patrick in zweiter Ehe Christina, die Witwe von William de Brus. Diese Ehe blieb offenbar kinderlos. Sein Haupterbte wurde sein ältester Sohn Patrick, dem der jüngste Sohn Robert als Steward diente. Der mittlere Sohn William erhielt von seinem Vater Landbesitz bei Fogo. Aufgrund von Williams Heirat mit der Erbin der Familie Corbet aus Makerstoun wurden seine drei Söhne Corbet genannt.